# Arbre à cames
Pour les articles homonymes, voir AAC.
Un arbre à cames (AAC) est un dispositif mécanique permettant de synchroniser plusieurs déplacements. Comme son nom l'indique, il s'agit d'un arbre muni de plusieurs cames. Il transforme le mouvement de rotation continu de l'arbre en un mouvement de translation alterné (par exemple d'une soupape), ou bien de rotation alterné (par exemple d'un culbuteur).

Animation d'un arbre à 2 cames actionnant 2 soupapes.

## Histoire
La première trace d'un arbre à cames se trouve dans la construction, par les Grecs, à l'époque hellénistique, au IIIe siècle av. J.-C. dans des automates hydrauliques. On le retrouve aussi dans certains automates d’Héron d’Alexandrie.
L'arbre à cames est utilisé par les Romains pour écraser le minerai d'or et pour fabriquer le tanin utilisé pour traiter les cuirs. Il est attesté dans les mines d'or romaines du Pays de Galles et au nord-est de la péninsule ibérique, ainsi que dans une tannerie de la seconde moitié du IIIe siècle (ou du début du IVe siècle) à Saepinum, en Italie.
Bertrand Gilles situe l'utilisation de l'arbre à cames au XIe siècle.
L’arbre à cames a également été décrit à la fin du XIIe par l'érudit Al-Jazari. Il est alors utilisé pour transformer le mouvement rotatif des roues à aubes des moulins, en mouvement alternatif, par exemple dans les martinets spécialisés dans le battage du fer, pour le broyage des écorces d'arbres destinée au tannage du cuir, pour battre le chanvre destiné à la fabrication de papier et tissus, pour fouler les draps, etc.,.
Aujourd’hui, l’arbre à cames est une pièce essentielle des moteurs à pistons. L'arbre à cames, appelé également « arbre de distribution », commande l'ouverture de chaque soupape dans un ordre déterminé, en transformant le mouvement rotatif issu du moteur en mouvement linéaire. Il est entraîné par des pignons, une chaîne ou une courroie crantée.

## Utilisation industrielle
L'arbre à cames était utilisé dans différentes industries :
- pour la fabrication de la pâte à papier un  arbre à cames était utilisé pour produire un mouvement de va-et-vient à une, ou plusieurs, masse. Cet arbre est généralement en bois, avec des cames rapportées, soit en bois, soit métalliques ;
- pour soulever les marteaux des foulons dans les moulins qui traitent le « foulage » de la laine ou des peaux animales (pour les débarrasser des graisses et autres impuretés) ;
- dans l'industrie, un martinet est un ensemble de marteaux-pilons actionnés par un arbre à cames.

## Arbre à cames dans le moteur automobile

### Description

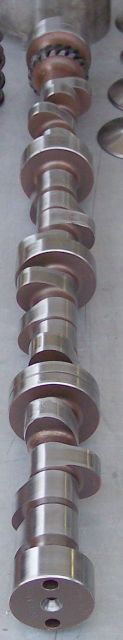
Arbre à cames.

L'arbre à cames est une pièce mécanique utilisée, principalement, dans des moteurs à pistons à quatre temps pour la commande synchronisée des soupapes. Il se compose d'une tige cylindrique disposant d'autant de cames que de soupapes à commander indépendamment ou par groupe, glissant sur la queue de soupape, ou sur un renvoi mécanique (ex. : le patin d'un culbuteur). Il est placé au niveau du vilebrequin (dans le cas d'un moteur culbuté, décrit ci-dessous, ou d'un moteur à soupapes latérales), ou sur la culasse (dans le cas d'un moteur dit « à arbre à cames en tête », voir ci-dessous).
La synchronisation de l'arbre à cames avec l'arbre moteur se fait par l'intermédiaire de pignons, d'une chaîne ou d'une courroie crantée. La conception et la physionomie du moteur déterminent la position angulaire de l'arbre à cames. Les dispositions possibles dépendent également de l'architecture du moteur et de ses performances. Ainsi, dans les moteurs quatre temps à combustion interne, le cycle complet de combustion nécessite deux tours de vilebrequin pour un tour de l'arbre à cames. Ce dernier doit par conséquent tourner deux fois moins vite que le vilebrequin moteur.
L'élément suiveur des cames (la pièce en contact avec un des cames de l'arbre) prend, selon les cas, différents noms :
- lorsque cet élément est soumis à un mouvement de translation rectiligne, il est nommé poussoir, centré ou excentré suivant que son axe rencontre ou non celui de l'arbre à cames ;
- s'il effectue un mouvement oscillant de rotation autour d'un axe, il porte le nom de culbuteur ;
- il peut également s'agir directement des soupapes elles-mêmes.

Comme cité précédemment, l'arbre contrôle l'ouverture des soupapes. La queue de soupape (le dessous) est soumise à un ressort, qui la maintient fermée lorsque la came n'attaque pas (directement ou indirectement, par l'intermédiaire du poussoir ou du culbuteur). Lorsque la came attaque, la soupape est mécaniquement poussée sur son axe, perpendiculairement à l'axe de rotation de l'arbre à cames. Les ouvertures et fermetures de soupapes se font donc totalement mécaniquement, à un certain rythme dépendant du régime moteur.
Les matériaux utilisés pour la fabrication des arbres à cames doivent être capables de résister à l'usure, compte tenu des frottements importants avec les poussoirs ou les culbuteurs, et ce surtout lors des démarrages à froid lorsque la lubrification n'est pas encore assurée sous pression. On utilise en général, notamment pour les moteurs de grande série, des fontes trempées sur les cames et les portées.
Le dessin des cames est très important, car leurs profils déterminent :
- le moment d'ouverture des soupapes ;
- la durée d'ouverture ;
- la physionomie de levée des soupapes (diagramme de distribution).

Le profil des cames est différent pour les soupapes d'admission ou d'échappement, en raison des lois qui régissent leur fonctionnement.

### Historique
Au début de l'ère automobile, l'arbre à cames était disposé latéralement, dans le carter moteur, et commandait uniquement les soupapes d'échappement disposées elles aussi latéralement au cylindre. Les soupapes d'admission s'ouvraient quant à elles automatiquement par dépression lors de l'admission. Plus tard, un jeu de cames supplémentaire fut ajouté sur l'arbre pour la commande des soupapes d'admission. Les soupapes étaient toujours disposées latéralement, et actionnées par des poussoirs. Cette configuration simplifiait l'entraînement de l'arbre par le vilebrequin, mettant en œuvre un train d'engrenages simple. Les soupapes latérales ne permettaient pas de réaliser des taux de compression élevés en raison du vaste espace mort présent dans la culasse, augmentant inutilement le volume de la chambre de combustion, et par conséquent, engendrant un rendement faible. 
L'arbre à cames en tête fait son apparition en 1903 sur un moteur pour voiture automobile de l'anglais Mandslay et est adopté en série par Isotta Fraschini en 1905 sur le modèle D 100 HP, et bien plus tard, dans la production en grande série industrielle.
Après 1910, le déplacement des soupapes dans la culasse, tout en gardant l'arbre à cames latéral, impose les culbuteurs. Ce système de distribution a été adopté sur une très grande échelle pendant environ sept décennies. Cependant, la masse des poussoirs, des tiges et des culbuteurs limitait fortement la vitesse de rotation du moteur, et en raison du jeu mécanique induit par l'action des multiples pièces, des réglages minutieux étaient nécessaires afin de ne pas limiter la vitesse de rotation du moteur.
Pour les moteurs en V, un système à deux arbres à cames en tête est, de nos jours, fréquemment préféré, pour ses nombreux avantages sur les moteurs à fort rendement. En 1913, la Peugeot Grand Prix 7,6 litres fut la première à inaugurer cette technique en sport automobile[réf. nécessaire].

### Arbre à cames latéral

#### Moteur à soupapes latérales

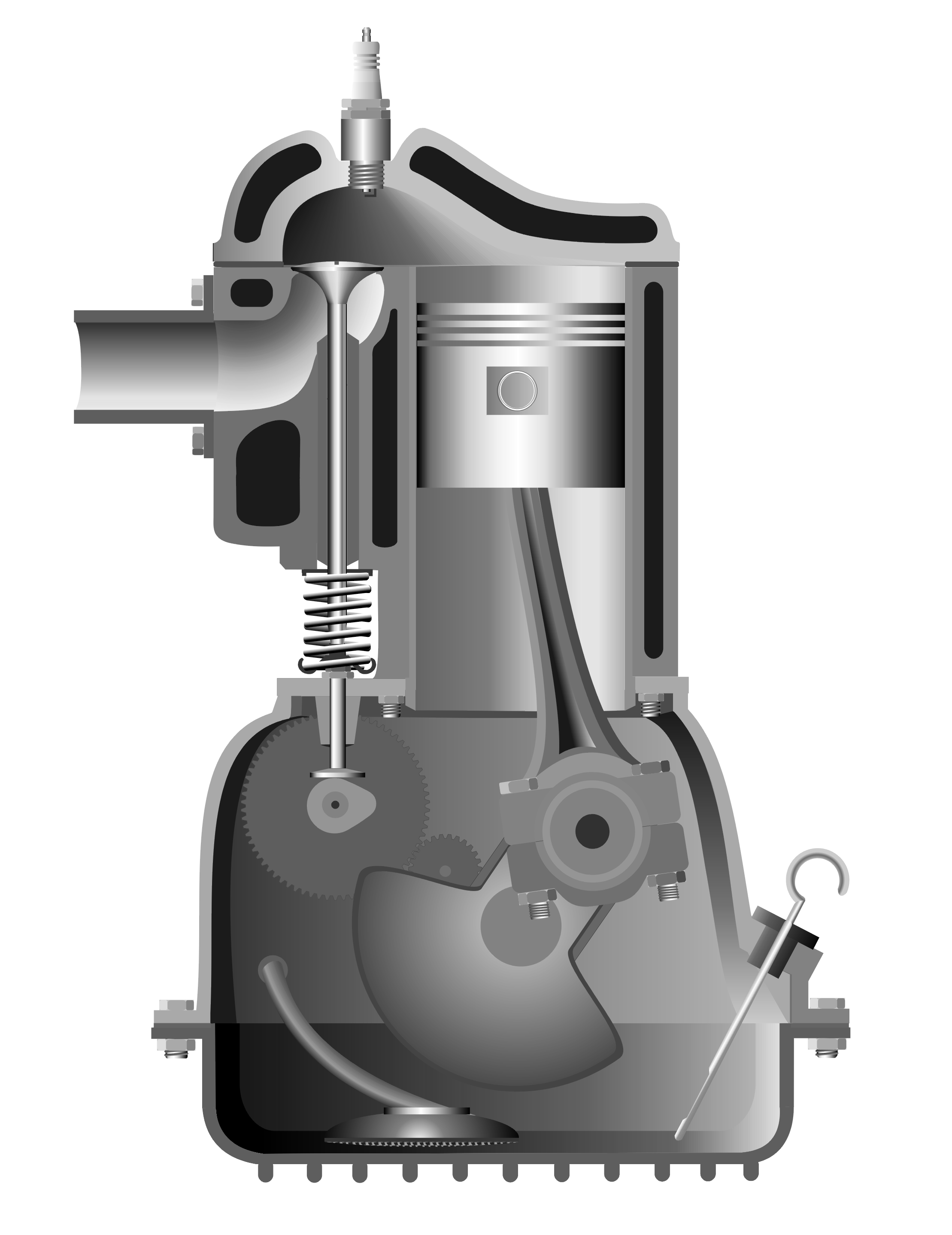
Coupe d'un moteur à soupapes latérales.

Dans un moteur à soupapes latérales, l'arbre à cames est situé latéralement et près du vilebrequin. Il transmet son mouvement directement ou via des poussoirs aux soupapes qui sont disposées parallèlement à l'axe du cylindre.

#### Moteur culbuté

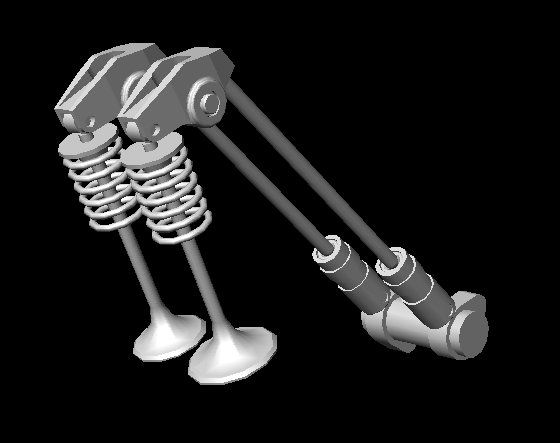
Schéma d'un moteur culbuté avec les tiges et les culbuteurs.

Dans un moteur à soupapes en tête, l'arbre à cames peut aussi être situé latéralement et près du vilebrequin. Il transmet alors son mouvement aux soupapes via des tiges et culbuteurs : on parle de moteur culbuté. Le problème de ce type de moteur est que la chaîne cinématique comprend beaucoup d'éléments subissant des mouvements alternatifs (tiges, culbuteurs et soupapes) : le poids de toutes ces pièces en mouvement produit une certaine inertie de la chaine cinématique, ce qui limite la montée en régime mais aussi le régime maximum du moteur, et donc la puissance maximum du moteur.

### Arbre à cames en tête

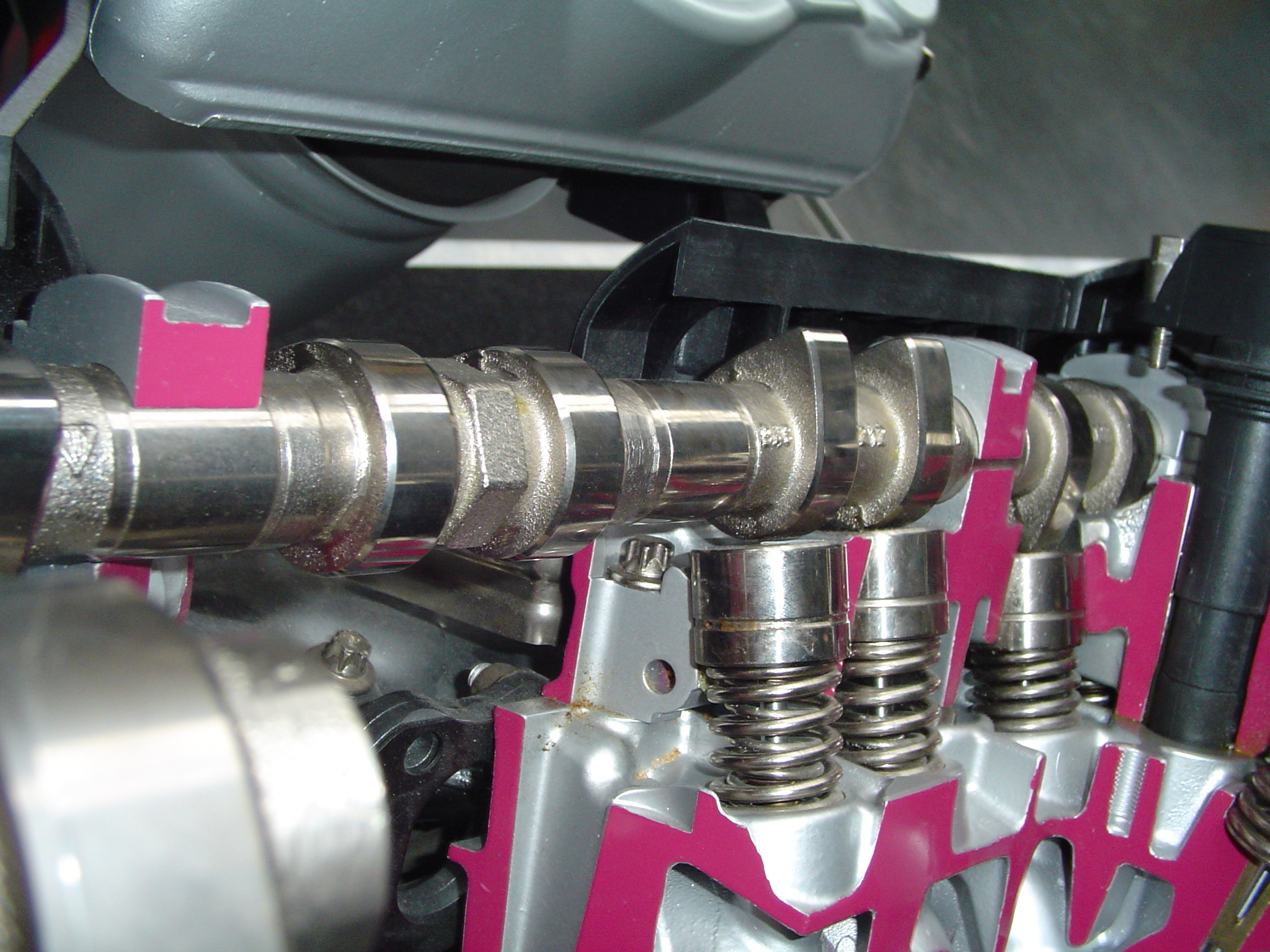
Arbre à cames en tête.

L'arbre à cames en tête (ACT) (en anglais SOHC pour « Single overhead camshaft ») est une disposition particulière du ou des arbres à cames au-dessus de la culasse, dans le but d'améliorer la commande des soupapes par une diminution drastique des pièces en mouvement, de leur poids et donc de l'inertie. Pour éviter l'affolement de soupapes à de hauts régimes (environ 4 000 à 6 000 tr/min et plus), il convient en effet de minimiser les pièces soumises à un mouvement alternatif, comme les poussoirs, les tiges de culbuteurs et les culbuteurs eux-mêmes. La suppression de ces pièces éliminant d'autant l’inertie et les jeux mécaniques parasites, la précision de commande des soupapes est améliorée. Pour cela, on place le ou les arbre(s) à cames directement au-dessus des soupapes.
Dans un moteur à soupapes en tête, il est d'usage de transmettre la commande d'ouverture des soupapes par un mouvement rotatif prélevé sur le vilebrequin, lequel mouvement est dans ce cas transmis directement à un arbre à cames. En disposant cet arbre à cames en tête, c'est-à-dire en haut du moteur, à l'aplomb immédiat des soupapes, et non plus au plus proche du vilebrequin mais loin des soupapes, les tiges de renvoi entre arbre et soupapes ne sont plus nécessaires. Par contre, la synchronisation de l'arbre et du vilebrequin, éloignés l'un de l'autre, doit se faire par transmission, c'est-à-dire avec un décalage de leurs axes de rotation (ce qui autorise par ailleurs d'éventuels décalages angulaires). D'abord adoptée en compétition sur des architectures moteur innovantes, cette solution s'est petit à petit généralisée à tous les moteurs de véhicules de tourisme, en raison de sa fiabilité et de son moindre coût.

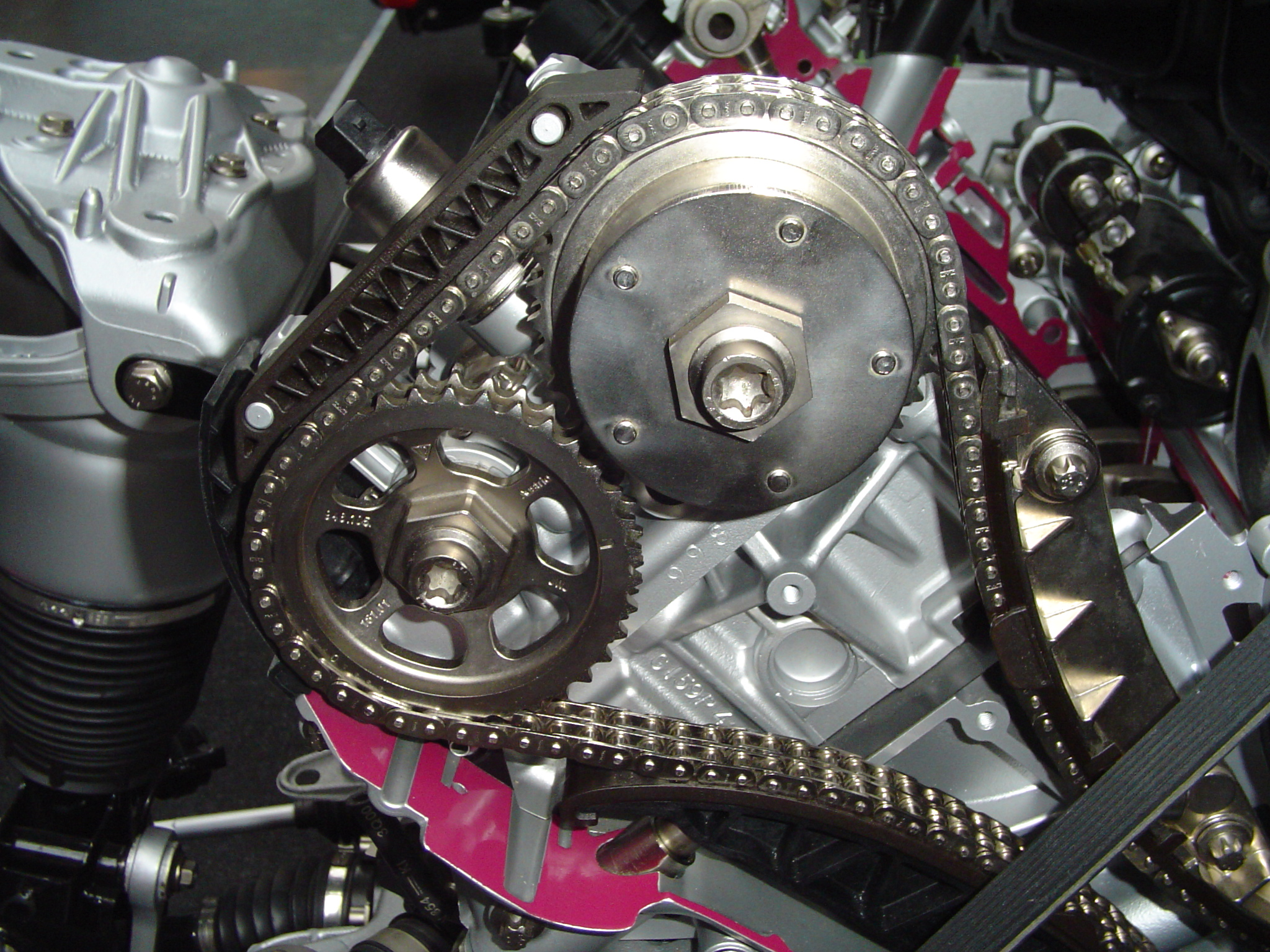
Chaîne de distribution.

La transmission de la rotation du vilebrequin vers l'arbre à cames se fait par une chaîne, une courroie crantée, une cascade de pignons, un arbre avec couples coniques, voire exceptionnellement une bielle (NSU). Il faut simplement maintenir une stricte synchronisation avec un rapport de deux tours de vilebrequin pour un tour d'arbre à cames, dans le cas typique d'un moteur quatre temps. Lorsque toutes les soupapes sont sur une même ligne, un simple arbre à cames suffit à actionner toutes les soupapes sans avoir besoin de culbuteurs ni d'un deuxième arbre. Des architectures moteurs plus complexes nécessitent parfois des arbres à cames en tête doubles.
Longtemps, les industriels ont boudé l'arbre à cames en tête pour les automobiles de grande série, à cause des coûts de maintenance (accès aux pièces…), des problèmes de lubrification qu'il posait et des modifications des chaînes de fabrication des moteurs. En fait, les arbres à cames en tête n'ayant d'intérêt que pour atteindre les hauts régimes, il était d'usage de les réserver à des moteurs sportifs. Désormais, la majorité des moteurs d'automobiles sont équipés d'arbre à cames en tête, souvent double, pour actionner les 16 soupapes courantes sur les moteurs modernes à 4 cylindres en ligne. Les moteurs en V utilisant cette technique occupent plus d'espace dans le compartiment moteur des voitures que les moteurs à soupapes latérales ou à soupapes en tête avec culbuteurs.
Les moteurs à arbre à cames en tête atteignent leur couple et leur puissance maximale à des régimes-moteurs supérieurs à ceux des moteurs à soupape en tête avec culbuteurs. Pour maximiser le rendement, les constructeurs automobiles doivent donc les jumeler à des transmissions ayant un nombre élevé de rapports (boîtes six vitesses…).

### Double arbre à cames en tête

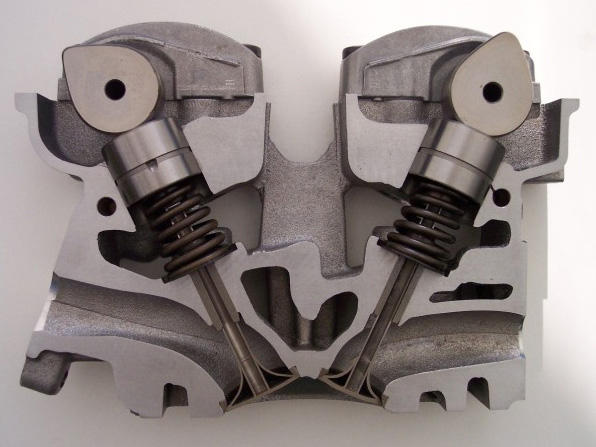
Coupe d'une culasse DOHC, montrant les cames au-dessus des soupapes, avec poussoirs interposés.

La notion de double arbre ne se conçoit que pour chaque rangée de cylindres. Par exemple, un moteur en V qui n'aurait qu'un arbre à cames par rangée de cylindres est considéré comme simple arbre, bien qu'il ait deux arbres à cames en tout. Parfois, certains moteurs à plusieurs rangées de cylindres sont dits « QOHC » ou quadruple arbre à cames en tête. Cela désigne en fait un moteur où chaque rangée de cylindre dispose d'un double arbre à cames en tête. Ainsi, les termes « V6 DOHC » ou « V6 QOHC » désignent strictement la même chose. Le double arbre à cames est souvent associé aux distributions utilisant quatre soupapes par cylindre, mais ce n'est pas une obligation.
Le doublage des arbres à cames permet un bon placement de la bougie en haut de la chambre de combustion, ainsi qu'un réglage plus aisé des lois de distribution car il y a un arbre à cames pour les soupapes d'admission, et un autre pour l'échappement. L'espace dégagé entre les arbres (contrairement à un unique arbre central) permet de placer la bougie au centre de la chambre de combustion au lieu de la disposer latéralement.

#### Histoire
On trouve des moteurs à double arbre à cames dès 1912 chez Peugeot grâce à Ernest Henry (Peugeot L76) et chez Fiat[réf. souhaitée]. Le double arbre à cames en tête (« 2 ACT ») a régulièrement été utilisé en compétition dans la période des années 1920. Dès 1922, Salmson à Billancourt a été le premier constructeur à produire en série des automobiles avec cette technique, lui permettant ainsi de rivaliser jusque dans les années 1940 avec des moteurs de cylindrée beaucoup plus importante. La technique du double arbre à cames en tête s'est généralisée dans les années 1960 à l'ensemble de la production automobile. L'Alfa Romeo 1900 utilise dès 1950 un moteur à double arbre à cames en tête de 1 884 cm3 pour 90 ch. La Fiat 124 dans ses versions berline, coupé et spyder en a été la bénéficiaire à partir de 1966.
En moto, la généralisation sur les véhicules de tourisme a été le fait des constructeurs japonais[réf. nécessaire]. La Honda CB 450 présente dès 1965 une distribution par deux arbres à cames en tête.

#### Description
Le double arbre à cames en tête (en anglais : Double overhead camshaft, DOHC) est une variante de l'arbre à cames en tête, où les rangées de soupapes d'admission d'une part, et de soupapes d'échappement d'autre part, sont actionnées par deux arbres à cames différents. Cette technique permet de supprimer presque toutes les pièces intermédiaires entre l'arbre à cames et la soupape, sans avoir besoin, pour autant, d'aligner toutes les soupapes. Du fait de la réduction du poids de chaque arbre le moteur peut tourner plus vite, en produisant moins de frottements et de bruits mécaniques dus aux jeux.

### Derniers développements
Plusieurs évolutions concernant la distribution et les arbres à cames sont à noter.
Les moteurs à distribution variable permettent de modifier les lois de distribution en fonction du régime moteur et de l'action du conducteur sur l'accélérateur, dans le but d'améliorer le rendement du moteur à haut comme à bas régime. Ainsi, on a vu des systèmes de décalage d'arbre à cames (Toyota VVTI), celui d'allongement du temps d'ouverture (Honda VTEC) ou de passage de 2 à 4 soupapes par cylindre (Honda 800 VFR).
La technique camless est également liée à la distribution variable, les soupapes étant dans ce cas commandées non par un arbre à cames, mais par des actuateurs électromagnétiques. Cette technique permet, via un calculateur, de commander indépendamment chaque soupape en fonction de tous les paramètres connus du moteur à un instant donné, ce qui permet de gérer au mieux le couple, le rendement, les températures de gaz ou encore la pollution.